# Peter von Lacy

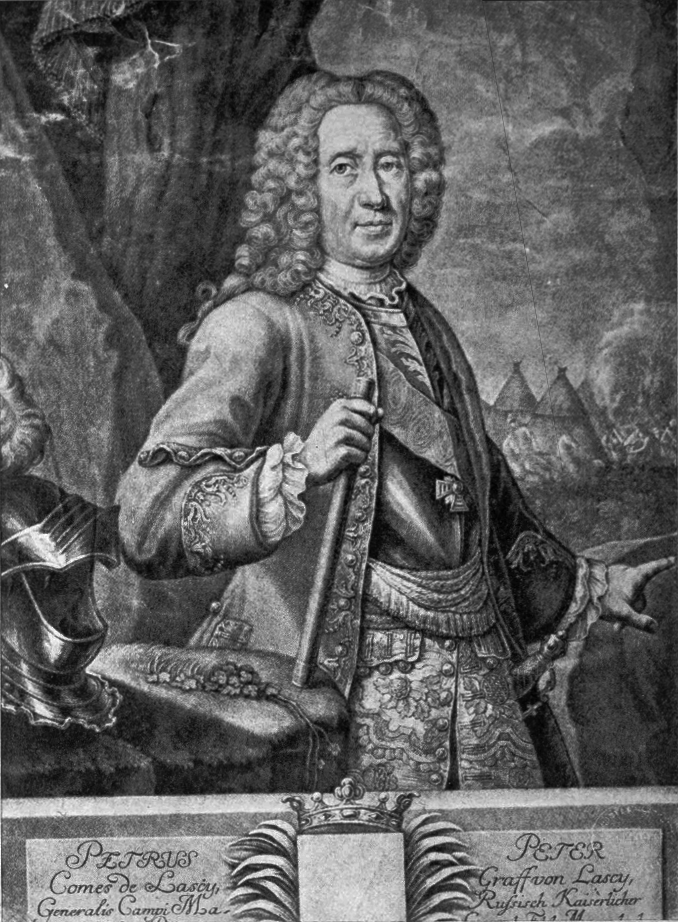
Peter von Lacy

Peter Graf von Lacy, oder Pjotr Petrowitsch Lacy (russisch Пётр Петрович Ласси) oder Peadar de Lása (Irisch), (* 30. Oktober 1678 in Killeedy; † 19. Apriljul. / 30. April 1751greg. in Riga) war vor Rumjanzew und Suworow einer der erfolgreichsten der in russischen Diensten stehenden Feldmarschälle. Während seiner mehr als ein halbes Jahrhundert dauernden militärischen Karriere war er an 31 Feldzügen, 18 Feldschlachten und 18 Belagerungen beteiligt.
Peter de Lacy war mit Martha von Funcke auf Lösern (lettisch Liezēre) (1685–1759) verheiratet. Das Paar hatte fünf Töchter und zwei Söhne. Ihr Sohn Franz Moritz Graf von Lacy (* 21. Oktober 1725 in Sankt Petersburg; † 24. November 1801 in Wien) war einer der erfolgreichsten Befehlshaber im Dienste Österreichs.

## Frühe Karriere in Westeuropa
Peter Lacy wurde am 29. September 1678 in Killeedy in der irischen Grafschaft Limerick geboren. Eine Legende führt seine Familie auf das mittelalterliche Geschlecht Lacy zurück, das aus normannischem Adel (Lassy aus Calvados/Normandie) stammte und sich später in Irland niederließ.
Im Alter von 13 Jahren kämpfte Peter de Lacy im Rang eines Lieutnants bei der Verteidigung Limericks gegen das Heer Wilhelm von Oraniens mit. 1691 musste er gemeinsam mit seinem Vater und seinen Brüdern Irland verlassen. Er war damit Teil einer Emigrationsbewegung irischer Offiziere, welche als Flucht der Wildgänse bekannt wurde. Er trat in die Irische Brigade ein, die in Diensten Frankreichs stand. Sowohl sein Vater, als auch seine Brüder fielen. 1696 kämpfte er in Italien für Ludwig XIV. Er verbrachte dann zwei Jahre im Dienste Österreichs um schließlich 1698 seinem Feldherrn Charles Eugène de Croy zu folgen und in russische Dienste zu treten.

## Im Dienst von Zar Peter dem Großen
Seine erste Erfahrung im Dienste der russischen Armee war die verheerende Niederlage in der Schlacht bei Narva im November 1700 im Range eines Porutschik (Leutnant).
Während des großen nordischen Krieges wurde er zweimal schwer verwundet und erreichte 1708 den Rang eines Obersten. In der Schlacht bei Poltawa kommandierte er eine Brigade, wurde verwundet und zeichnete sich aus. Das war der Startpunkt seines Ruhmes als Soldat. Seine nächste Aktivität war die Belagerung von Riga unter Anikita Iwanowitsch Repnin. Peter Lacy war angeblich der erste russische Offizier, der die Hauptstadt Livlands betrat und wurde in Folge auch der erste Befehlshaber des Rigaer Schlosses.
1719 landete Lacy mit der Flotte Apraxins 5.000 Infanteristen und 350 Kavalleristen in der Nähe von Umeå in Schweden an. Es wurden in dieser Operation mehr als ein Dutzend schwedische Eisengießereien und mehrere Hüttenwerke zerstört. Bald stieg er zum General auf und trat 1723 ins Militärische Collegium, wie das russische Verteidigungsministerium damals genannt wurde, ein. Lacy stach Repnin als Befehlshaber der russischen Streitmacht in Livland aus und wurde 1729 Gouverneur von Livland. Damals lernte er die Herzogin von Kurland die später als Zarin Anna von Russland bekannt wurde, kennen. Während ihrer Regentschaft wurde Lacys außergewöhnliche militärische Fähigkeiten niemals in Frage gestellt.

## Im Dienst von Kaiserin Anna
Der polnische Thronfolgekrieg rief ihn in die nächste Schlacht. 1733 vertrieben Lacy und Münnich den polnischen König Stanislaus I. Leszczyński von Warschau nach Danzig, das dann 1734 belagert wurde.
1734 war er Oberkommandierender bei Danzig. August II. schlug Lacy als Dank zum Ritter des Ordens vom Weißen Adler von Polen. Anschließend wurde Lacy zum Rhein abkommandiert um sich mit seinen 13.500 Soldaten Eugen von Savoyen anzuschließen. Seine Truppe rückte nach Deutschland vor und traf die Österreicher am 16. August und kehrte mit beispielhafter Disziplin in das Winterquartier in Mähren zurück.
Lacy hatte bei Ausbruch des russisch-türkischen Krieges den Rang eines Feldmarschalls eingenommen. Seine Erfolge übertrafen sogar die kühnsten Erwartungen. 1736 hatte er die Verantwortung für das Don-Heer, welches die wichtige Zitadelle von Asow einnahm. 1737 wurde Lacy in den Orden des Heiligen Andreas des Erstberufenen aufgenommen. Lacys nächster Auftrag war die Einnahme der Krim. Nach den erfolglosen Versuchen von Leontjew 1735 und Münnich 1736. Er löste die Aufgabe bravourös, indem er mit seiner ihm eigenen Brillanz und Improvisation das Sumpfgebiet des Siwasch überquerte und in die Krim einmarschierte. Der Feldzug war ein voller Erfolg und verursachte seiner Truppe nur geringe Verluste. 1738 landete er noch einmal auf der Krim und nahm die Tatarenfestung Çufut Qale (Чуфут Калэ) nahe der Hauptstadt Bachtschyssaraj ein.
Nach der Befriedung wurde Lacy wieder als Gouverneur von Livland eingesetzt. Karl VI., Kaiser des Heiligen Römischen Reiches, verlieh ihm den Titel eines Grafen. Seine politische Gleichgültigkeit bewahrte ihn vorm Sturz nach dem Tode von Zarin Anna, während die meisten seiner Kollegen in Ungnade fielen und aus dem aktiven Dienst entlassen wurden.

## Im Dienst von Kaiserin Elisabeth
Als 1741 der russisch-schwedische Krieg ausbrach, machte ihn Anna Leopoldowna zum Oberbefehlshaber, da er der erfahrenste unter den Generälen war. Lacy stieß rasch gegen Finnland vor und gewann seine letzte Schlacht bei Lappeenranta (schwed. Villmanstrand) 1741. Im folgenden Jahr sammelte er seine Kräfte und nahm Hamina, Porvoo und Hämeenlinna ein. Im August schloss er 17.000 Schweden bei Helsinki ein und beendete die Kampfhandlungen.
Nach dem Krieg zog sich Lacy nach Riga zurück und übernahm wieder das Kommando über die russischen Streitkräfte in Livland. Er verwaltete Lettland und Estland.